# Adriana Barraza
Adriana Barraza González (Toluca, Estado de México, 5 de marzo de 1956) es una actriz mexicana. Tiene una extensa carrera en cine y televisión que abarca cinco décadas desde 1972 con proyectos tanto en América como en Europa, además de cuatro décadas en la docencia actoral desde 1978. Ha sido nominada a los premios Óscar en 2006 como mejor actriz de reparto. Ganadora del premio de honor en los Premios Platino 2018, celebrados en Riviera Maya.

## Biografía y carrera
Inició sus estudios superiores en la Facultad de Ciencias Químicas, pero tras descubrir su vocación por la interpretación decidió cambiar de carrera. Después de contraer matrimonio se mudó a la ciudad de Chihuahua, donde prosiguió con sus estudios en el Departamento de Bellas Artes, de la Universidad Autónoma de Chihuahua. En 1985 se trasladó a la Ciudad de México y ahí consiguió empleo en la empresa Televisa donde trabajó 10 años en el taller de perfeccionamiento actoral.

## Carrera artística
Sus dos trabajos más importantes han sido Amores perros y Babel. Previamente a su nominación al Oscar a la mejor actriz de reparto fue candidata en la misma categoría en los Globos de Oro y Broadcast Film Critics Association, y candidata al Premio del Sindicato de Actores como "Mejor actriz de reparto en una película".
Es maestra de actuación en México, Miami y Colombia. Destacó en el "Taller de Perfeccionamiento Actoral de Televisa"; donde, junto al actor, director, productor, escritor y profesor de actuación Sergio Jiménez, dio clases por más de una década. Junto a Jiménez compiló y diseñó un método de actuación llamado: "Actuación Técnica" del cual es cocreadora. Fue actriz en algunas telenovelas y programas; además, directora de telenovelas infantiles de Televisa por muchos años, pero se ha destacado y ha alcanzado su mayor realización como maestra (de actuación, análisis de textos y neutralización de acento) y como actriz internacional de cine.

## Filmografía

### Cine
| Año  | Título                                  | Personaje            | Notas                           |
| ---- | --------------------------------------- | -------------------- | ------------------------------- |
| 1993 | Las cosas simples                       |                      | Película para televisión        |
| 1998 | La primera noche                        | Mamá de Bruno        |                                 |
| 1999 | La paloma de Marsella                   |                      |                                 |
| 2000 | Amores perros                           | Mamá de Octavio      |                                 |
| 2001 | La segunda noche                        | Consuelo             |                                 |
| 2006 | Babel                                   | Amelia               |                                 |
| 2007 | ... Y solo humo                         | Toña                 | Cortometraje                    |
| 2008 | Henry Poole is here                     | Esperanza Martínez   |                                 |
| 2009 | Rage                                    | Anita de los Ángeles |                                 |
| 2009 | Arrástrame al infierno                  | Shaun San Dena       |                                 |
| 2009 | Tres piezas de amor en un fin de semana | Sofía                |                                 |
| 2010 | Revolución                              | Chayo                |                                 |
| 2010 | Sucedió un día                          | Madre                | Segmento "Demencio y la sirena" |
| 2010 | Cerro Bayo                              | Marta                |                                 |
| 2010 | Burning Palms                           | Louisa Álvarez       |                                 |
| 2010 | Te presento a Laura                     | Conchita             |                                 |
| 2010 | And Soon the Darkness                   | Rosamaria            |                                 |
| 2011 | From Prada to Nada                      | Aurelia Jimenes      |                                 |
| 2011 | Thor                                    | Isabella Martínez    | Escenas eliminadas              |
| 2011 | El cartel                               | Abuela Isabel        |                                 |
| 2012 | Mariachi Gringo                         | Magdalena            |                                 |
| 2013 | Guten Tag, Ramón                        | Esperanza            |                                 |
| 2013 | El secreto del medallón de jade         | Cornelia             | Voz                             |
| 2014 | Night Has Settled                       | Aída                 |                                 |
| 2014 | Cake                                    | Silvana              |                                 |
| 2014 | Hijo de Dios                            | María (Voz)          | Doblaje Hispanoamericano        |
| 2015 | Wild Horses                             | Mrs. Davis           |                                 |
| 2015 | Los 33                                  | Marta                |                                 |
| 2015 | Cásate conmigo                          | Araceli              |                                 |
| 2015 | Yefon                                   | Jilliam Parkman      |                                 |
| 2016 | Broken Doll                             | Dorothy Álvarez      |                                 |
| 2016 | Todo lo demás                           | Flor                 |                                 |
| 2019 | Rambo V: Last Blood                     | María                |                                 |
| 2019 | Dora y la ciudad perdida                | Abuela Valerie       |                                 |
| 2021 | Koati                                   | Amaya                | Voz                             |
| 2022 | Monica                                  | Leticia              |                                 |
| 2023 | El último vagón                         | maestra Georgina     |                                 |
| 2023 | Blue Beetle                             | Nana Reyes           |                                 |
| 2024 | Mi amigo el pingüino                    | Maria                |                                 |

### Televisión
| Año       | Título                       | Papel                                            | Notas |
| --------- | ---------------------------- | ------------------------------------------------ | --- |
| 1994      | Imperio de cristal           | Flora                                            | Telenovelas |
| 1995      | Bajo un mismo rostro         | Elvira                                           | Telenovelas |
| 1995      | La paloma                    | Madre Clara                                      | Telenovelas |
| 1996      | La culpa                     | Trabajadora social                               | Telenovelas |
| 1997      | Alguna vez tendremos alas    | Clara Domínguez                                  | Telenovelas |
| 1998      | Vivo por Elena               | Hilda "La Machín"                                | Telenovelas |
| 2000      | Locura de amor               | Soledad Retana                                   | Telenovelas |
| 1985-2003 | Mujer, casos de la vida real | Lupe                                             | Programa Unitario; Episodios: - Al rojo vivo - Minutos vitales - Desamparo de la tercera edad - El regalo de mis quince años - Frente a mi verdad - El anhelo - Milagro al despertar - El examen |
| 2003      | Clase 406                    | Mabel                                            | Telenovela; Participación especial |
| 2007      | ER                           | Dolores Salazar                                  | Serie de televisión; Episodio - Skye´s the Limit |
| 2008      | Tiempo final                 |                                                  | Serie de televisión; Episodio: - Reality Show |
| 2008      | CSI: Miami                   | Carmen Delko                                     | Serie; Episodio: - The DeLuca Motel |
| 2012      | Capadocia                    | Silvia Islas                                     | Serie de televisión; Episodios: - Sangre de inocentes - La sombra de tus alas - El ángel del abismo - El justo - Destruye, (Lo que te duele mátalo)                                              |
| 2014-2015 | The Strain                   | Guadalupe Elizalde                               | Serie; Episodios: - The Silver Angel - The Third Rall - it´s Not for Everyone - The Box - Night Zero                                                                                             |
| 2015      | Dueños del paraíso           | Irene Vda. de Medrano                            | Coprotagonista |
| 2016-2017 | Silvana sin lana             | Trinidad "Trini" Altamirano Vda. de Rivapalacios | Coprotagonista |
| 2018      | Al otro lado del muro        | Carmen Rosales Vda. de Romero                    | Coprotagonista |
| 2018      | El recluso                   | Guadalupe Vda. de Mendoza                        | Participación especial |
| 2022      | Diario de un gigoló          | Minou Arias                                      | Participación especial |

### Dirección
| Año  | Título                 | Notas                               |
| ---- | ---------------------- | ----------------------------------- |
| 1999 | Nunca te olvidaré      | Directora de escena, segunda parte  |
| 2000 | Locura de amor         | Directora de escena                 |
| 2001 | Aventuras en el tiempo | Directora de escena                 |
| 2001 | El manantial           | Directora de escena en localización |
| 2002 | Cómplices al rescate   | Directora de escena                 |

## Premios y nominaciones
| Año  | Premiación                                          | Categoría                                                                                     | Película            | Resultado |
| ---- | --------------------------------------------------- | --------------------------------------------------------------------------------------------- | ------------------- | --------- |
| 2006 | About.com                                           | Mejor actriz de reparto en una película                                                       | Babel               | Ganadora  |
| 2006 | Premios Óscar                                       | Óscar a la Mejor actriz de reparto                                                            | Babel               | Nominada  |
| 2006 | Broadcast Film Critics Association                  | Premio Broadcast Film Critics Association a la mejor actriz de reparto                        | Babel               | Nominada  |
| 2006 | Broadcast Film Critics Association                  | Premio Critics Choice Awards al mejor reparto                                                 | Babel               | Nominada  |
| 2006 | Asociación de Críticos de Cine de Chicago           | Mejor actriz de reparto en una película                                                       | Babel               | Nominada  |
| 2006 | Globos de Oro                                       | Globo de Oro a la mejor actriz de reparto - Drama                                             | Babel               | Nominada  |
| 2006 | Premios Gotham                                      | Mejor reparto                                                                                 | Babel               | Ganadora  |
| 2006 | Premios Imagen                                      | Premio Imagen a la mejor actriz de reparto                                                    | Babel               | Nominada  |
| 2006 | Online Film Critics Society                         | Mejor actriz de reparto en una película                                                       | Babel               | Nominada  |
| 2006 | Festival Internacional de Cine de Palm Springs      | Premio Festival Internacional de Cine Palm Springs al mejor reparto                           | Babel               | Ganadora  |
| 2006 | San Francisco Film Critics Circle                   | Mejor actriz de reparto en una película                                                       | Babel               | Ganadora  |
| 2006 | Premios del Sindicato de Actores                    | Premio del Sindicato de Actores a la mejor actriz de reparto en una película                  | Babel               | Nominada  |
| 2006 | Premios del Sindicato de Actores                    | Premio del Sindicato de Actores al mejor reparto de una película                              | Babel               | Nominada  |
| 2006 | Alliance of Women Film Journalists                  | Mejor actriz de reparto                                                                       | Babel               | Nominada  |
| 2006 | Circuit Community Awards                            | Mejor actriz de reparto                                                                       | Babel               | Nominada  |
| 2006 | Circuit Community Awards                            | Mejor reparto                                                                                 | Babel               | Nominada  |
| 2006 | Asociación de Críticos de Cine de San Diego         | Premio de la Asociación de Críticos de Cine de San Diego al mejor reparto                     | Babel               | Ganadora  |
| 2006 | Asociación de Críticos de Cine de Dallas-Fort Worth | Premio de la Asociación de Críticos de Cine de Dallas-Fort Worth a la mejor actriz de reparto | Babel               | Ganadora  |
| 2007 | Premios ALMA                                        | Mejor actriz en una Película                                                                  | Babel               | Ganadora  |
| 2007 | Online Film & Television Association                | Mejor actriz de reparto                                                                       | Babel               | Nominada  |
| 2007 | Premios Vancouver Film Critics Circle               | Premio Vancouver Film Critics Circle a la mejor actriz de reparto                             | Babel               | Nominada  |
| 2011 | Premios Imagen                                      | Premio Imagen a la mejor actriz de reparto                                                    | From Prada to Nada  | Ganadora  |
| 2015 | Premios Diosas de Plata                             | Diosa de Plata a la mejor actriz de reparto                                                   | Guten Tag, Ramón    | Ganadora  |
| 2023 | Produ Awards                                        | Mejor actriz de reparto - serie y miniserie                                                   | Diario de un gigoló | Ganadora  |